# Nikaragvanska revolucija
Nikaragvanska revolucija ili Sandinistička revolucija (špa. Revolución Nicaragüense ili Revolución Popular Sandinista) je proces koji je započeo 1978. godine u Nikaragvi, na čelu sa Sandinističkom frontom nacionalnog oslobođenja. Taj događaj je obilježio kraj diktature obitelji Somoza u Nikaragvi. FSLN preuzima vlast 19. srpnja 1979. godina. Ideološka pozadina ovog procesa bio je socijalizam, s jakim utjecajem marksizma. Revolucija nije bila važna samo za Nikaragvu i Srednju Ameriku već je obilježena kao jedna od najnapetijih trenutaka u hladnom ratu.
Godinu dana kasnije započinje novi rat između Kontraša i Sandinista koji je trajao sve do 1990-ih. Kontraši su od rane faze primali financijsku i vojnu potporu američke vlade. Predsjednik Ronald Reagan ih je podržavao. Nakon što je Kongres SAD-a zabranio potporu Kontrašima, Reaganova administracija potajno im je slala novac od dobiti koju su stekli nakon prodaje oružja Iranu. Te tajne aktivnosti postala su poznata kao afera Iran-Kontraši. Godine 1988. počeli su pregovori između zaraćenih strana, koji su kulminirali izborima u veljači 1990. godine. Godina 1990., kada je FSLN izgubio izbore, smatra se krajem sandinističke revolucije.

## Vanjske poveznice
- (fr.) Kronologija revolucije  Arhivirana inačica izvorne stranice od 28. travnja 2018. (Wayback Machine)